# Miconia penduliflora
Miconia penduliflora är en tvåhjärtbladig växtart som beskrevs av Célestin Alfred Cogniaux. Miconia penduliflora ingår i släktet Miconia och familjen Melastomataceae. Inga underarter finns listade i Catalogue of Life.